# Cnemaspis tropidogaster
Cnemaspis tropidogaster е вид влечуго от семейство Геконови (Gekkonidae).

## Разпространение и местообитание
Видът е разпространен в Индия и Шри Ланка.
Обитава гористи местности, планини, възвишения и пещери.